# نولتون (ويسكونسن)
نولتون (بالإنجليزية: Knowlton, Wisconsin)‏ هي بلدة تقع بولاية ويسكونسن في الولايات المتحدة. تبلغ مساحتها 88.5 (كم²)، وترتفع عن سطح البحر 343 م، بلغ عدد سكانها 1910 نسمة في عام 2010 حسب إحصاء مكتب تعداد الولايات المتحدة .

## وصلات خارجية
- http://townofknowltonwi.us/
- The US50 - Cities and Towns in Wisconsin State
- Wisconsin Cities and Towns, Facts, Map, Flag, Colleges, Government, and More